# Merrillita
La merrillita és un mineral de la classe dels fosfats que pertany i dona nom al grup de la merrillita. Va ser descrita per primera vegada l'any 1915 per George P. Merrill (1854–1929), de qui n'agafa el nom, especialista en meteorits de la Smithsonian Institution, però va ser aprovada per l'IMA l'any 1976.

## Característiques
La merrillita és un fosfat de fórmula química Ca₉NaMg(PO₄)₇. És el mineral anàleg amb magnesi de la ferrimerillita. És incolora o blanca i cristal·litza en el sistema trigonal.
Segons la classificació de Nickel-Strunz, l'olgita pertany a «08.AC: Fosfats, etc. sense anions addicionals, sense H₂O, amb cations de mida mitjana i gran» juntament amb 49 minerals més, entre els quals es troben: howardevansita, al·luaudita, arseniopleïta, bario-olgita, bobfergusonita, brianita, hagendorfita, johil·lerita, johnsomervilleïta, marićita, olgita, yazganita, qingheiïta, qingheiïta-(Fe2+), schäferita, whitlockita i xenofil·lita.

## Formació i jaciments
La merrillita és un component molt habitual de les roques extraterrestres. Es troba en pal·lasites, roques lunars, meteorits marcians, i molts altres grups de meteorits. De fet, s'han trobat més de 180 meteorits arreu dels cinc continents que contenen merrillita. Hi ha quatre localitats, de les quals es van fer servir mostres per a la descripció original, que són considerades localitats tipus: Alfaniello, Itàlia; Dharamsala, Índia; Pultusk, Polònia; i Rich Mountain, Carolina del Nord.